# Julien Bryan
Julien Hequembourg Bryan (23. května 1899, Titusville, Pensylvánie, USA – 20. října 1974) byl americký fotograf, filmový tvůrce a dokumentarista. Nejznámější je díky svým dokumentům každodenního života v Polsku, SSSR a nacistickém Německu v letech 1935 až 1939.

## Před druhou světovou válkou
Bryan byl synem kazatele v presbyteriánské církvi s dlouholetou misijní tradicí.
V sedmnácti letech, po absolvování střední školy, se dobrovolně přihlásil ke službě v American Field Service pro francouzskou armádu v první světové válce. Působil jako řidič sanitního vozu u Verdunu a v Argonnském lese, a následně o této zkušenosti napsal knihu Ambulance 464, kterou ilustroval svými fotografiemi.
V roce 1921 absolvoval Princetonskou univerzitu, dokončil teologický seminář v New Yorku, ale nerozhodl se k vysvěcení za kněze. Poté vedl organizaci YMCA v Brooklynu.
V této době začal cestovat do zahraničí, kde fotografoval, natáčel a psal reportáže. Své cesty financoval přednáškami o zemích, které navštívil a prodejem svých filmů různým společnostem včetně ERPI.
Řadu filmů z těchto cest lze nalézt ve Spielbergově filmovém archivu v americkém muzeu holocaustu. V těchto filmech jsou zachyceny cesty do Číny, do Sovětského svazu (1930, 1933 a 1935), Polska (1936), Německa (1937), Švýcarska a Nizozemska (1939).
Jeho filmy a fotografie z nacistického Německa zachytily stranická shromáždění, každodenní život v ulicích, protižidovskou propagandu a nacistické vůdce. Byly začleněny do dvou filmů March of Time. Jeho přednášky s promítáním se konaly v koncertních sálech, včetně Carnegie Hall.

## Druhá světová válka
O německé invazi do Polska se dozvěděl během jízdy vlakem do Varšavy dne 3. září. Do Varšavy dorazil 7. září se svým fotoaparátem Leica, filmovou kameru Bell & Howell a 6000 metry filmu. V té době všichni cizinci, diplomaté a vládní úředníci prchali z hlavního města pryč. Kontaktoval starostu Varšavy Stefana Starzyńského, který mu poskytl automobil, průvodce a tlumočníka Stefana Radlinského včetně povolení k cestování a fotografování ve městě. Za dva týdny od 7. do 21. září se mu podařilo nasnímat stovky fotografií a 5000 metrů filmu, na kterých zdokumentoval obléhání Varšavy a děs bombardování města německou Luftwaffe. V té době byl akreditován jako jediný zahraniční novinář ve Varšavě. Prostřednictvím polského rozhlasu vyzval
prezidenta Roosevelta k pomoci varšavským civilistům, kteří byli terčem nepřátelského bombardování. Během svého pobytu ve Varšavě bydlel v opuštěném americkém konzulátu.
Varšavu opustil 21. září poté, co Němci vyhlásili příměří, které mělo umožnit občanům neutrálních zemí opustit Polsko vlakem přes Východní Prusko. V Königsbergu se obával zabavení svých materiálů a rozhodl se již vyvolané filmy propašovat. Některé se mu podařilo ukrýt do pouzder od plynových masek, které si jako suvenýry vezli jeho američtí spolucestující, podle jednoho zdroje některé filmy ukryl na vlastním těle.
Po příjezdu do New Yorku na podzim roku 1939 Bryan publikoval některé své fotografie. Magazín Life otiskl patnáct jeho fotografií 23. října a Look dalších 26 ve vydání z 5. prosince. Bryant vyrobil v roce 1940 krátký dokumentární film Siege uvedený společností RKO Radio Pictures. Napsal také knihu se stejným názvem. Film byl následující rok nominován na Oscara za nejlepší krátkometrážní film.
V roce 1940 byl najat úřadem koordinátora meziamerických záležitostí, aby natočil sérii dvaceti tří naučných filmů o latinskoamerické kultuře a zvycích. Poté natočil pěti filmů o Spojených státech na objednávku ministerstva zahraničí.

## Po válce
Julien Bryan se vrátil do Polska již v roce 1946. V rámci oficiální delegace UNRRA navštívil Gdaňsk a Varšavu. Jeho záběry z válkou zničeného Gdaňsku jsou pravděpodobně první poválečný film natočený v tomto městě.
V roce 1958 se opět vrátil do Polska a publikoval stovky svých snímků z Varšavy z roku 1939. Spolupracoval s deníkem Expres Wieczorny (Večerní expres), se kterým zahájili velkou kampaň, v každém vydání byla strana s fotografiemi z roku 1939 a text: „Poznáte sebe, své blízké, svůj dům nebo ulici? Express pomáhá americkému fotografovi Julienu Bryanovi najít hrdiny jeho filmů z obležené Varšavy z roku 1939.“ Čtenáři, kteří něco na jeho snímcích poznali, přicházeli do redakce novin a on se s nimi setkával a zaznamenal příběhy mnoha lidí z jeho fotografií. Své zážitky znovu sepsal a vydal roku 1959 v Polsku v knize Warsaw: 1939 siege, 1959 Warsaw Revisited (Varšava: 1939 obležení, 1959 Varšava znovunavštívena).
Roku 1945 Bryan založil International Film Foundation (IFF) a po zbytek svojí kariéry točil dokumentární naučné filmy. Jeho syn Sam se připojil k IFF v roce 1960. Julius Bryan zemřel roku 1974, pouhé dva měsíce poté, co mu polská vláda udělila medaili za jeho fotografie. Po jeho smrti IFF vedl jeho syn. V roce 2003 daroval Sam Bryan otcovy fotografie a filmy z válečné Evropy americkému Muzeu holocaustu. Mnoho z jeho díla je v držení Kongresové knihovny a Spielbergova filmového archivu. V roce 2006 byl film Siege zařazen do amerického Národního filmového registru jako „jedinečný, hrůzný záznam o strašlivé brutalitě války. "
Bryanovy válečné zážitky z války byly zpracovány v polském filmu ...Gdziekolwiek jesteś Panie Prezydencie (Ať už jste kdekoli, pane prezidente) režiséra Andrzeje Trzos-Rastawieckého. Roli nejmenovaného amerického novináře, inspirovanou Bryanem, hrál Jack Recknitz.

## Varšava, září 1939

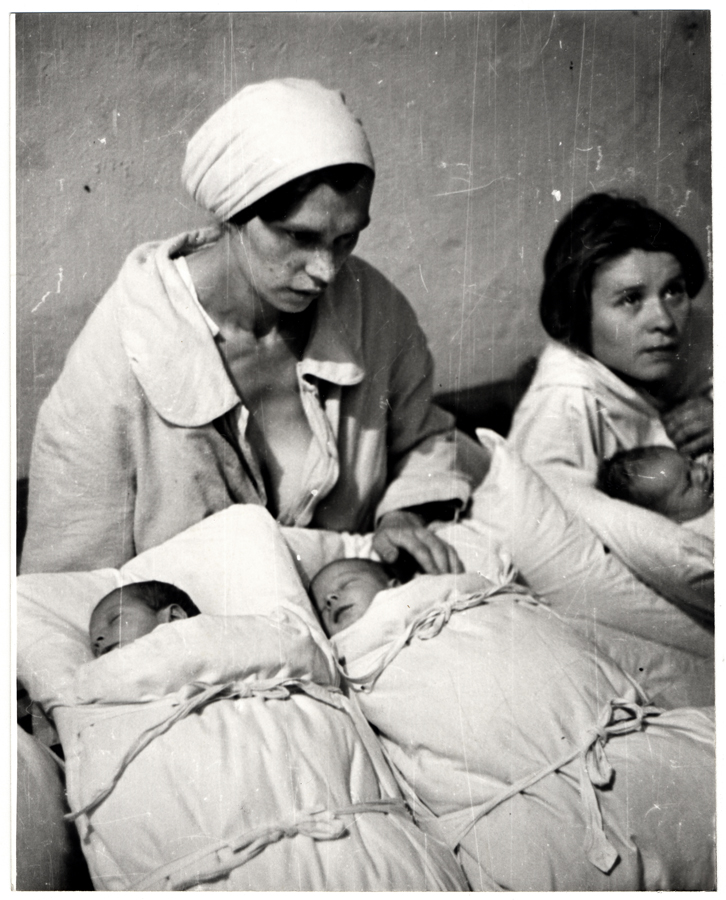
Balbina Szymanska se svými dvojčaty v krytu ve sklepě porodnice.
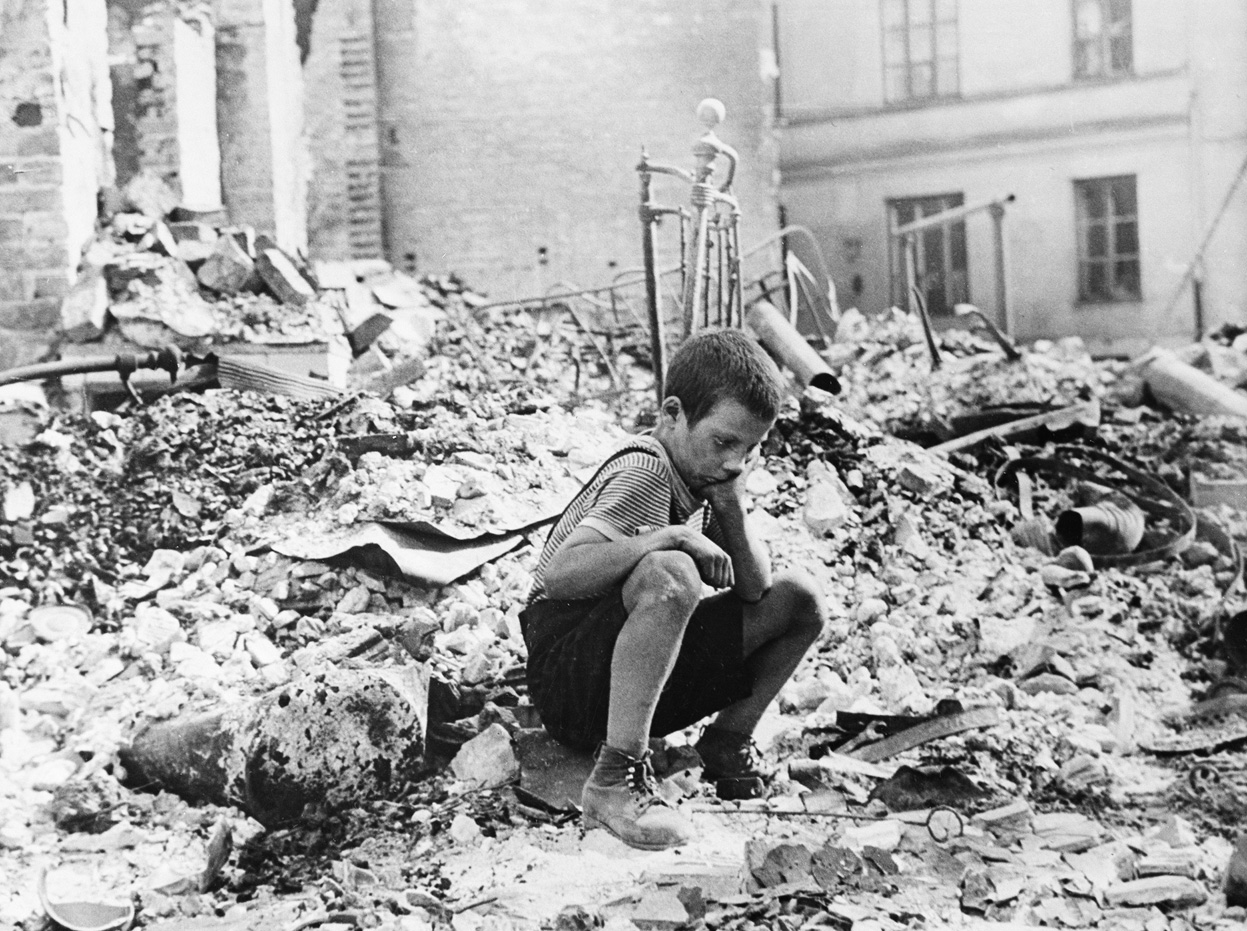
Devítiletý Ryszard Pajewski sedí na hromadě trosek poblíž svého domova.
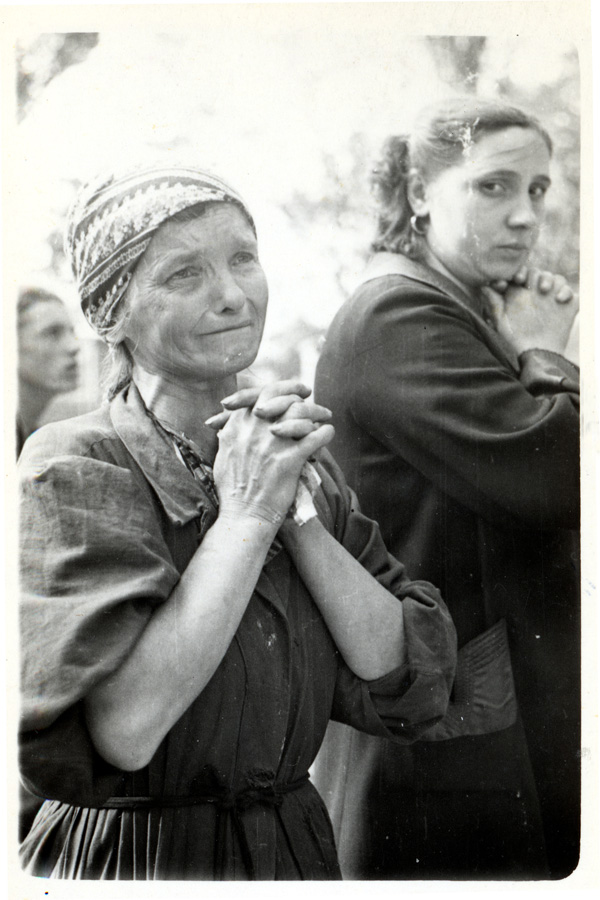
Józefa Drzewowska při modlitbě v obležené Varšavě.
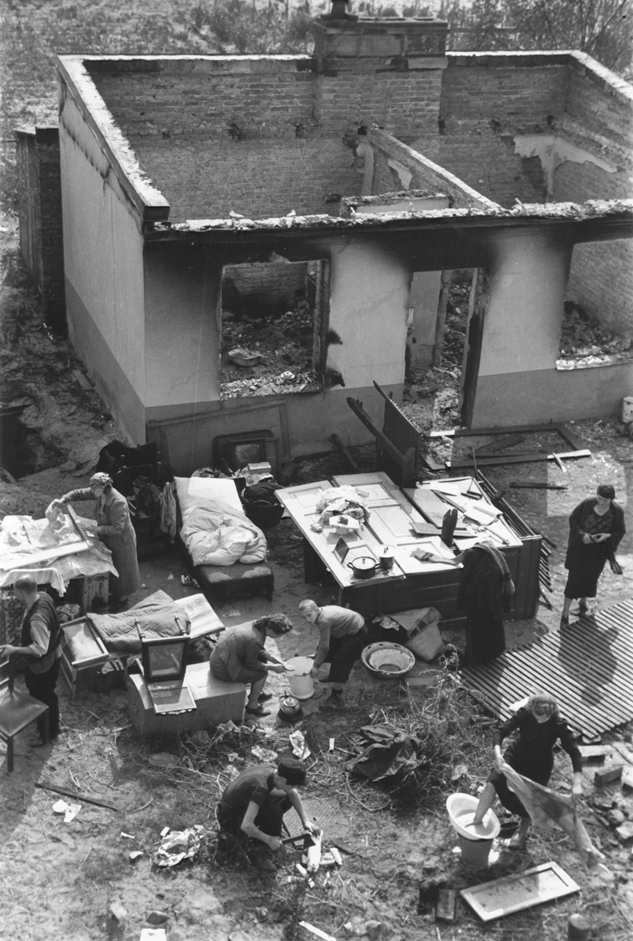
Stejná rodina, pohled shora.
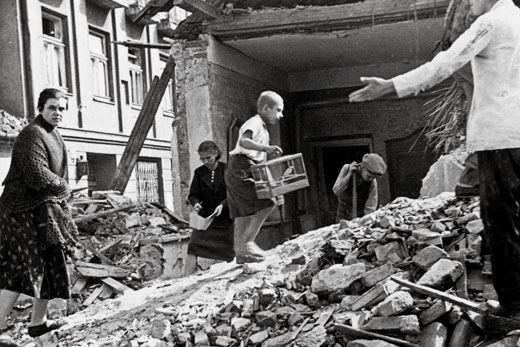
Devítiletý Zygmunt Askienow zachránil kanárka z trosek vybombardovaného domu.